# Rutschebanen (Tivoli)
Rutschebanen (dänisch für Achterbahn) im Tivoli (Kopenhagen, Dänemark) ist eine Holzachterbahn, die 1914 eröffnet wurde.
Die 720 m lange Strecke hat zwischen dem höchsten und dem tiefsten Punkt einen Höhenunterschied von 12,9 m. Die Höchstgeschwindigkeit beträgt ca. 60 km/h. Die Spurbreite beträgt 75 cm. 1990 wurden Sicherheitsbügel nachgerüstet. Die Bahn nimmt mit Bahnhof eine Fläche von etwa 1750 m² ein. Sie wurde so thematisiert, dass sie einem Berg ähnelt.

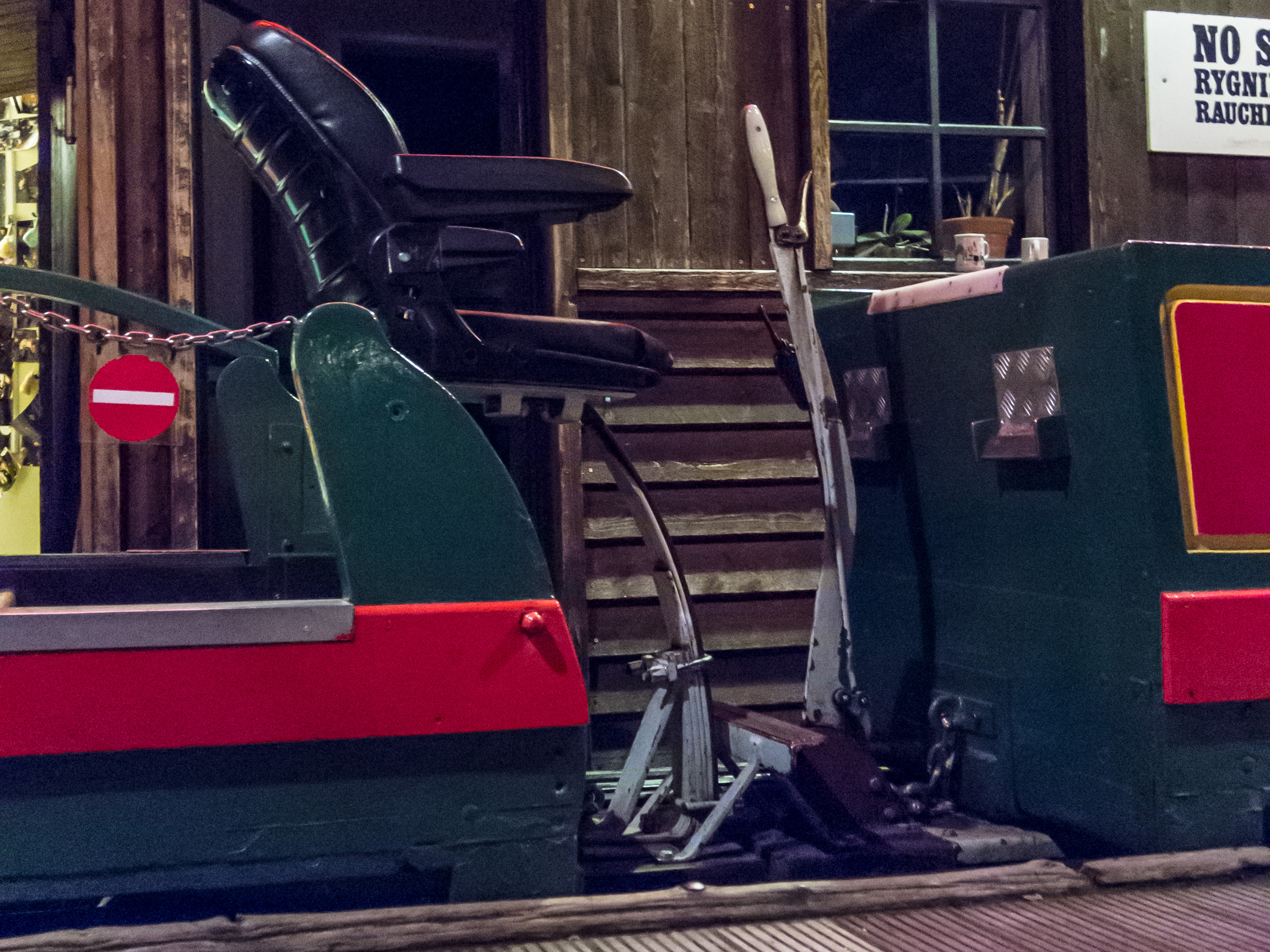
Sitz des Bremsers bei einem Zug von Rutschebanen

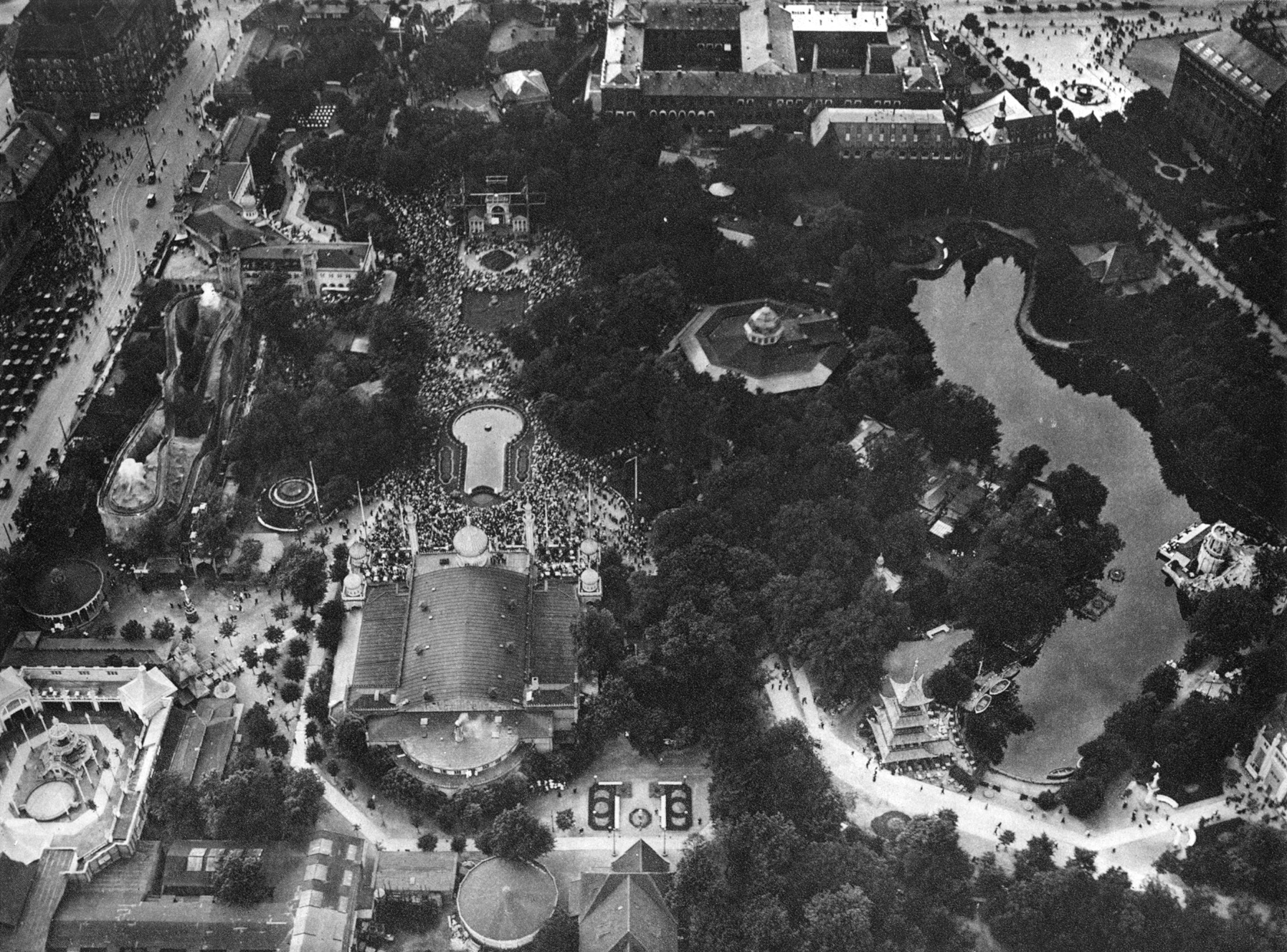
Luftaufnahme des Tivoli von 1922. Die Holzachterbahn ist am linken Bildrand gut zu erkennen

Sie zählt zur Kategorie der Side-Friction-Achterbahnen, was bedeutet, dass die Züge keine Räder unter der Schiene haben. Da durch zu hohe Geschwindigkeit die Gefahr besteht, dass die Züge abheben und entgleisen können, fährt im Zug ein so genannter Bremser mit. Diese Person sorgt dafür, dass der Zug die zulässige Höchstgeschwindigkeit nicht überschreitet.
Für Wartung und Reparaturen sowie zum Abstellen nicht benötigter Züge steht ein Abstell- und Werkstattgleis von 95 m Länge zur Verfügung.